# Le Bourget-du-Lac
Le Bourget-du-Lac [lə buʁʒɛ dy lak] (früher italienisch Borghetto) ist eine französische Gemeinde mit 5077 Einwohnern (Stand 1. Januar 2022) im Département Savoie in der Region Auvergne-Rhône-Alpes. Sie gehört zum Arrondissement Chambéry und ist Mitglied im Gemeindeverband Communauté d’agglomération Grand Lac. Die Bewohner werden Bourgetains und Bourgetaines genennt.
Die Gemeinde erhielt 2022 die Auszeichnung „Eine Blume“, die vom Conseil national des villes et villages fleuris (CNVVF) im Rahmen des jährlichen Wettbewerbs der blumengeschmückten Städte und Dörfer verliehen wird.

## Geografie
Le Bourget-du-Lac liegt auf 241 m am Südrand des Lac du Bourget ungefähr 12 km nordwestlich der Präfektur Chambéry und 80 km östlich von Lyon.
Nachbargemeinden sind Bourdeau im Norden, Tresserve, Viviers-du-Lac und Voglans im Osten, La Motte-Servolex im Süden sowie Verthemex, Meyrieux-Trouet und Saint-Paul im Westen.
Der Ort erstreckt sich zwischen dem südlichen Ufer des Lac du Bourget, wo der Fluss Leysse einmündet, und dem Mont du Chat, einem langgestreckten, steil aufragenden, durchgängig zwischen 1452 m und 1500 m hohen Gipfelkamm, der einen Abschnitt der südlichsten Antiklinalen des französischen Jura-Gebirges bildet. Die Gemeinde umfasst einen Hauptort direkt am Seeufer am Fuße des Mont du Chat und einige Weiler auf dessen Hängen. Im Osten besitzt die Gemeinde einen etwa zwei mal zwei km langen Ausschnitt der Schwemmlandebene südlich des Sees, auf der sich heute der Flughafen Chambéry-Savoie befindet. Am Hang des Mont du Chat, dessen Gipfellinie die westliche Gemeindegrenze bildet, reicht das Gemeindegebiet mehrere Kilometer weiter nach Süden. In diesem Teil liegen die Weiler la Roche St-Alban (459 m), la Serraz (346 m) und les Fournaux (365 m). Auch im Norden gibt es einige Weiler, die inzwischen mit dem Ortskern zu einem kontinuierlichen Siedlungsgebiet zusammengewachsen sind, darunter le Petit Caton, le Grand Caton, les Ciseaux, la Croix Verte und le Châtelard. Charpignat bildet die bebaute Seeuferlinie von Le Bourget.

## Geschichte

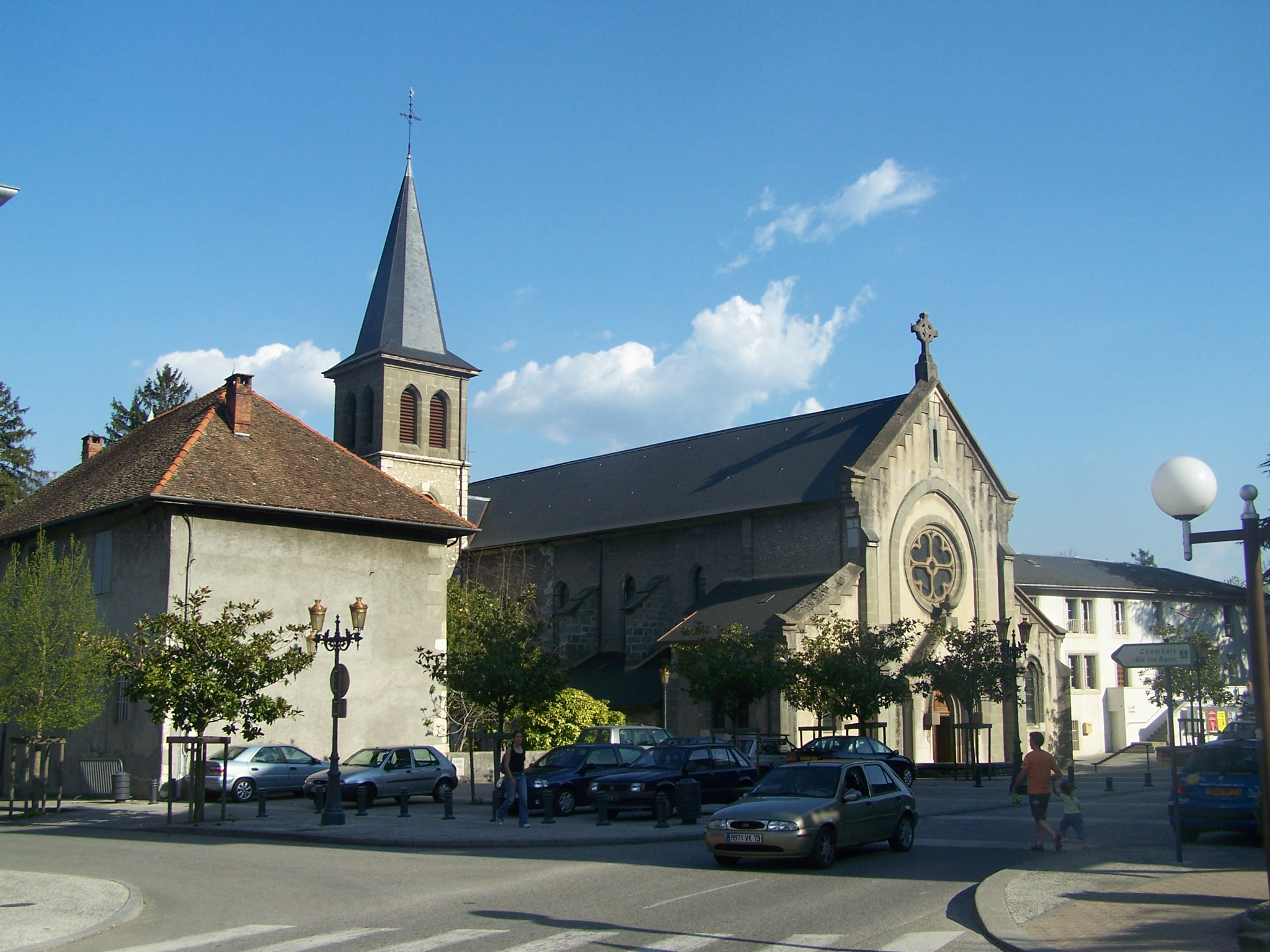
Kirche von Le Bourget

Nachdem die Ufer des Lac du Bourget bereits in der Bronzezeit besiedelt waren, bestand in Le Bourget spätestens seit dem 7. Jahrhundert eine Siedlung, die als Brogae erwähnt wurde. Im Mittelalter entstand dort eine Pfarrei, die zur Diözese Grenoble gehörte und im 11. Jahrhundert als ecclesia de Burgeto erstmals erwähnt wurde.
Im Jahr 1050 stifteten die Grafen von Savoyen das Priorat Saint-Maurice du Bourget, das von Benediktinern des Cluniazenserordens vorerst im Bereich des heutigen Ortsteils Matassine errichtet wurde. Im 15. Jahrhundert wurde es in den Ortskern von Le Bourget verlegt und die dortige romanische Kirche, von der noch die Krypta erhalten ist, als Prioratskirche erneuert. Das Priorat schloss sich 1582 an den Jesuitenorden an und gelangte 1773 in den Besitz der Franziskaner. Im 19. und 20. Jahrhundert wurde es von Privatleuten restauriert und um einen französischen Garten erweitert.

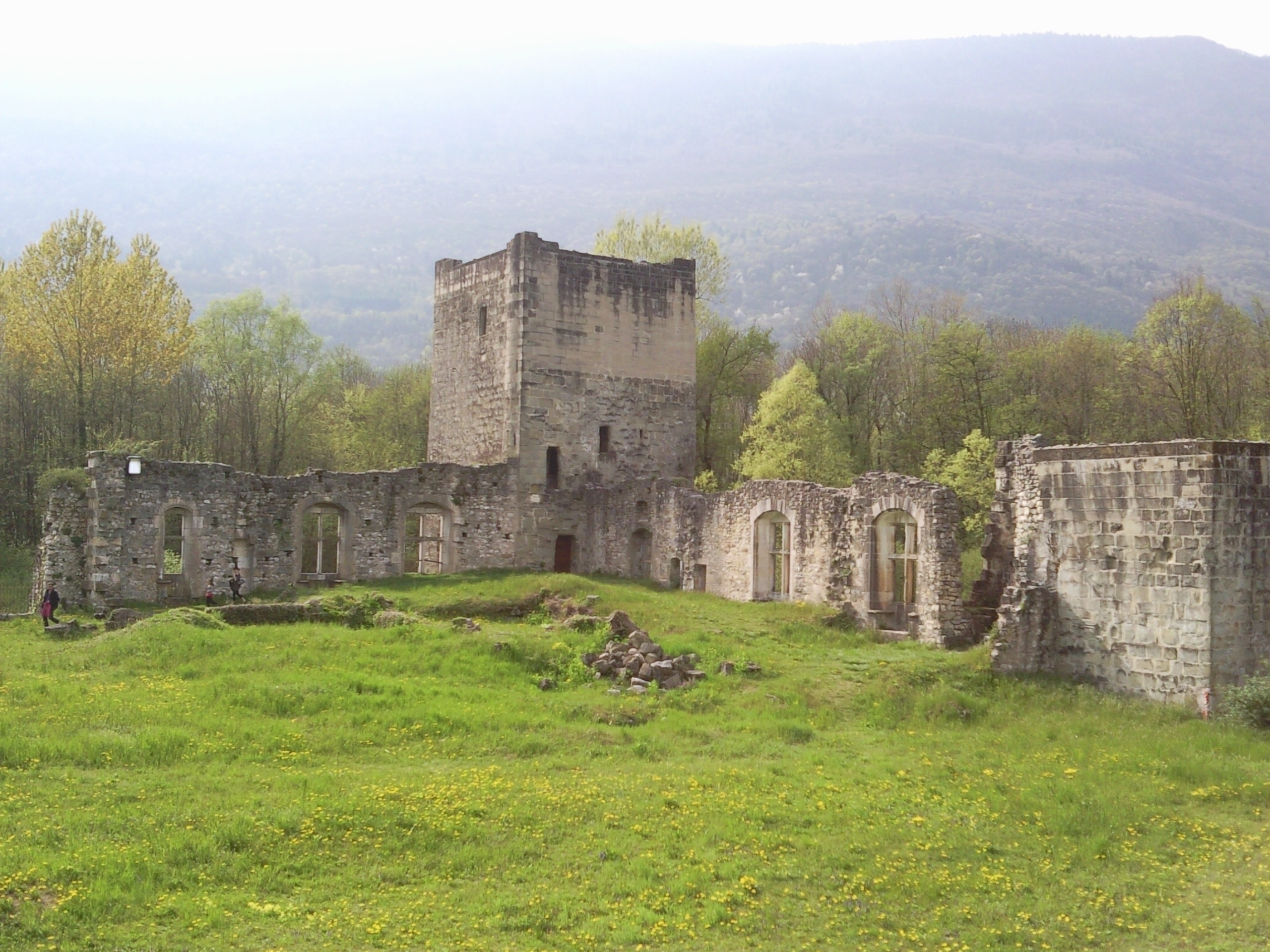
Ruine des Schlosses von Thomas II von Savoyen

Im Mittelalter bestand in Le Bourget eine eigene kleine Herrschaft, die von 1359 bis 1524 den Grafen von Seyssel unterstellt war. Graf Thomas II. von Savoyen ließ 1248 auf deren Gebiet ein Schloss errichten, von dem heute Ruinen erhalten sind.
Von 1936 bis 1985 befand sich auf dem Gebiet der Gemeinde der Stützpunkt Base aérienne 725 der französischen Luftstreitkräfte, so dass der daran angrenzende Flughafen Chambéry-Savoie sowohl zivil wie auch militärisch genutzt wurde. Nach der Schließung des Stützpunktes richtete die Gemeinde in der verbliebenen Infrastruktur den Hochtechnologie-Industriepark Technolac ein.
Der kleine Fluss Leysse war spätestens in den 1970er Jahren nicht mehr als Vorfluter geeignet für die teilweise noch ungeklärten Abwässer des zu jener Zeit schnell wachsenden Großraums Aix–Chambéry, und als Folge zeigte der Lac du Bourget eine starke Eutrophierung. Zur Abhilfe ließen die Verursachergemeinden für 150 Millionen FF einen 12 km langen, 5 m2 weiten Abwassertunnel durch den Fuß des Mont du Chat bauen, der in Le Bourget-du-Lac beginnt und unterhalb von La Balme in die Rhone mündet. Er ist seit 1981 in Betrieb und nutzt das natürliche Gefälle zwischen Leysse und Rhone aus, um das Abwasser der Kläranlagen von Chambéry und Aix-les-Bains direkt an das stabile und große Abflussregime der Rhone abzugeben.

## Sehenswürdigkeiten

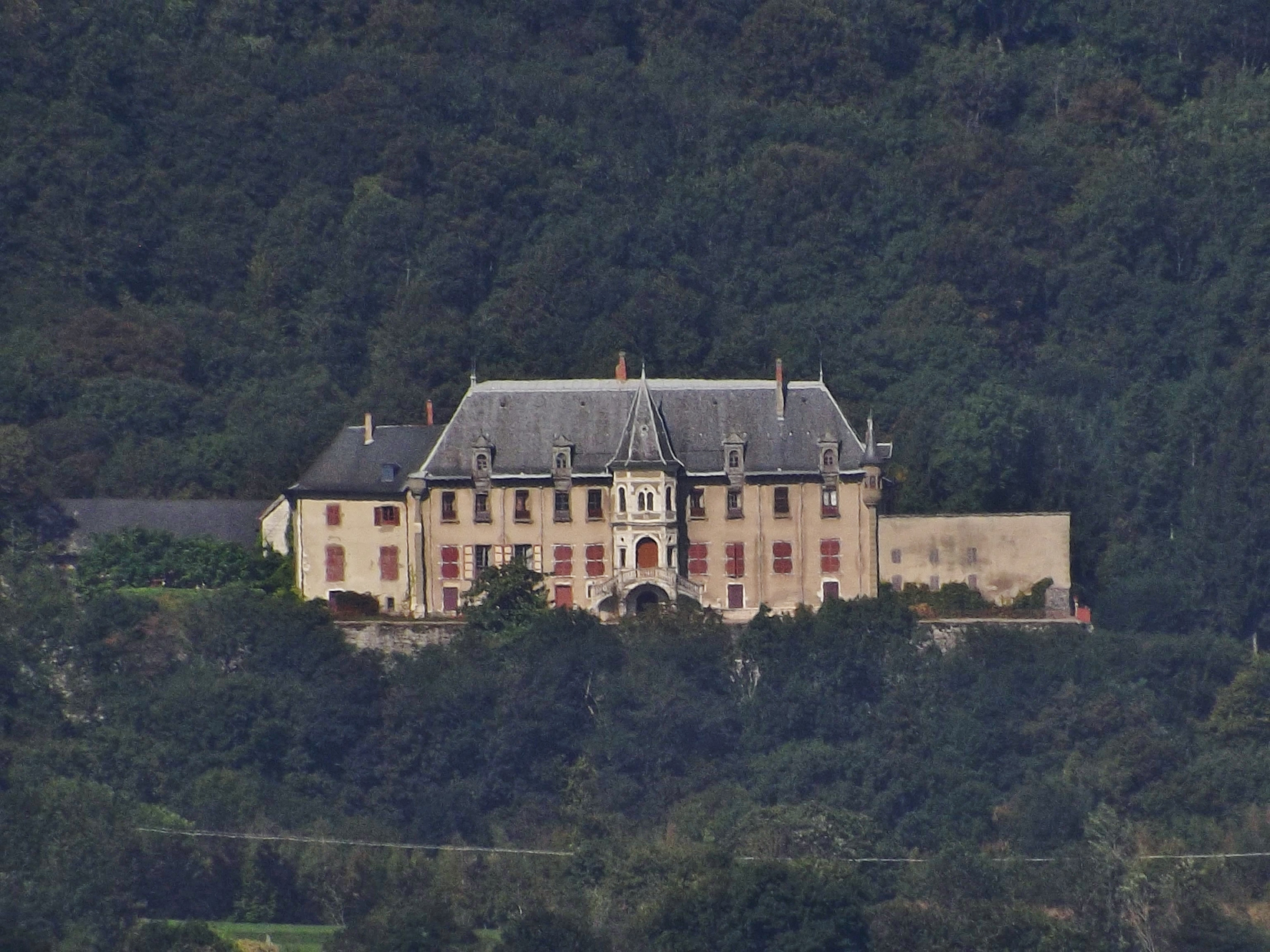
Schloss La Serraz

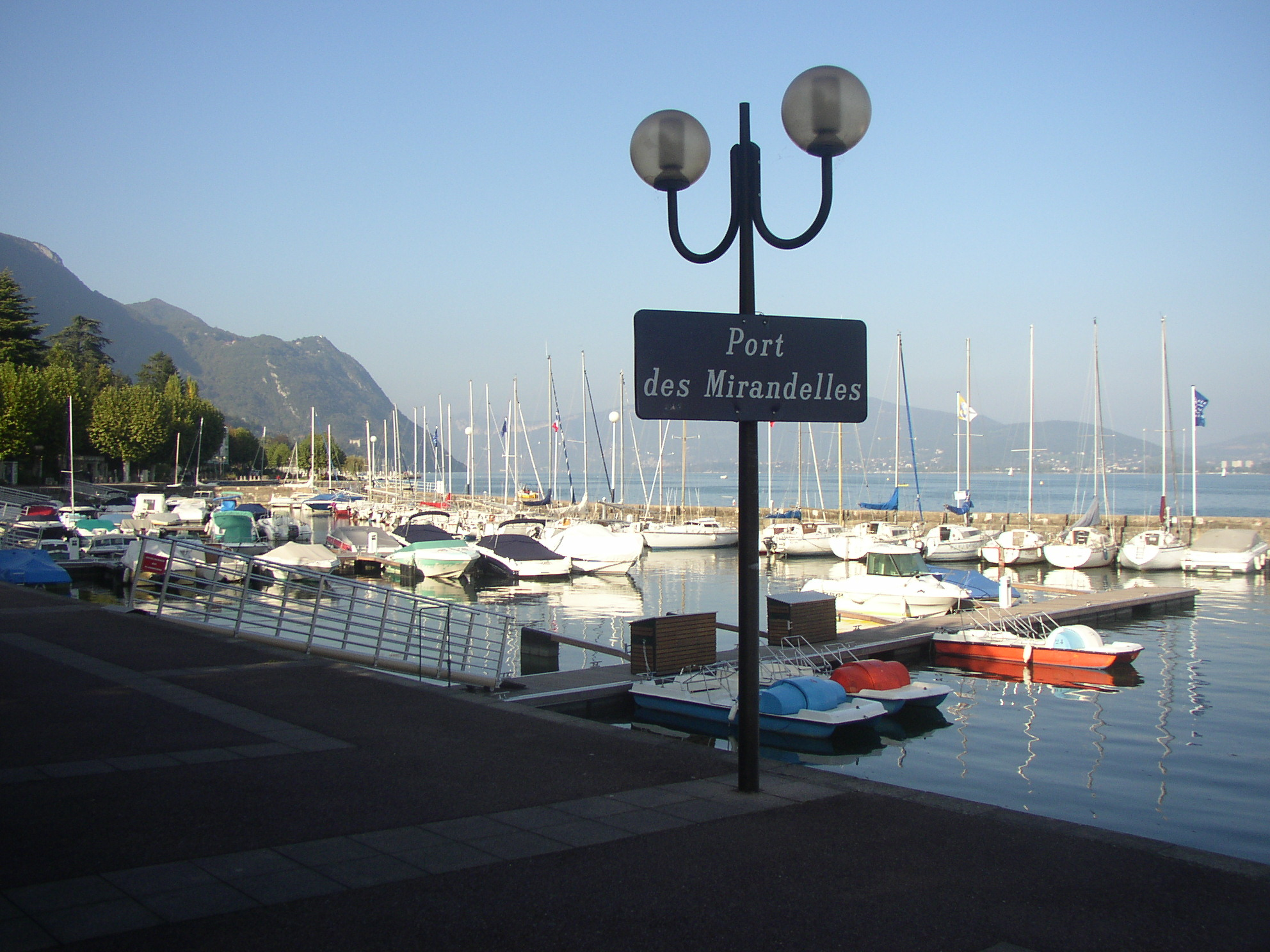
Bootshafen in Le Bourget-du-Lac

Die Klostergebäude aus dem 15. Jahrhundert und die angrenzende gotische Kirche Saint-Laurent aus dem 12. bis 15. Jahrhundert sind weitgehend unverändert erhalten und sind als Monument historique klassifiziert. In der Kirche sind bemalte Hochreliefs aus dem 13. Jahrhundert zu sehen, die im romanischen Kirchbau Teil des Lettners waren. Die romanische Krypta befindet sich unter dem Chor der heutigen Kirche. Das Priorat umfasst einen Kreuzgang, Refektorium und Kapitelsaal sowie einen terrassierten Barockgarten, der im 19. Jahrhundert angelegt worden war. Einige hundert Meter weiter, am Ufer des Lac du Bourget, stehen die Ruinen des Château Thomas II.
Am Südrand der Gemeinde befindet sich außerdem auf einer kleinen Anhöhe das Château de la Serraz (in Privatbesitz). Das Einfahrtstor ist mittelalterlich, die Gebäude sind aus dem 17. und 19. Jahrhundert. Sie sind mitsamt der Fassaden und der Inneneinrichtung in ihrem ursprünglichen Zustand erhalten und ebenfalls als Monument historique eingeschrieben.
Der See bietet eine Reihe von Betätigungsmöglichkeiten für Touristen, während der Mont du Chat zu Wanderungen einlädt.

## Bevölkerungsentwicklung

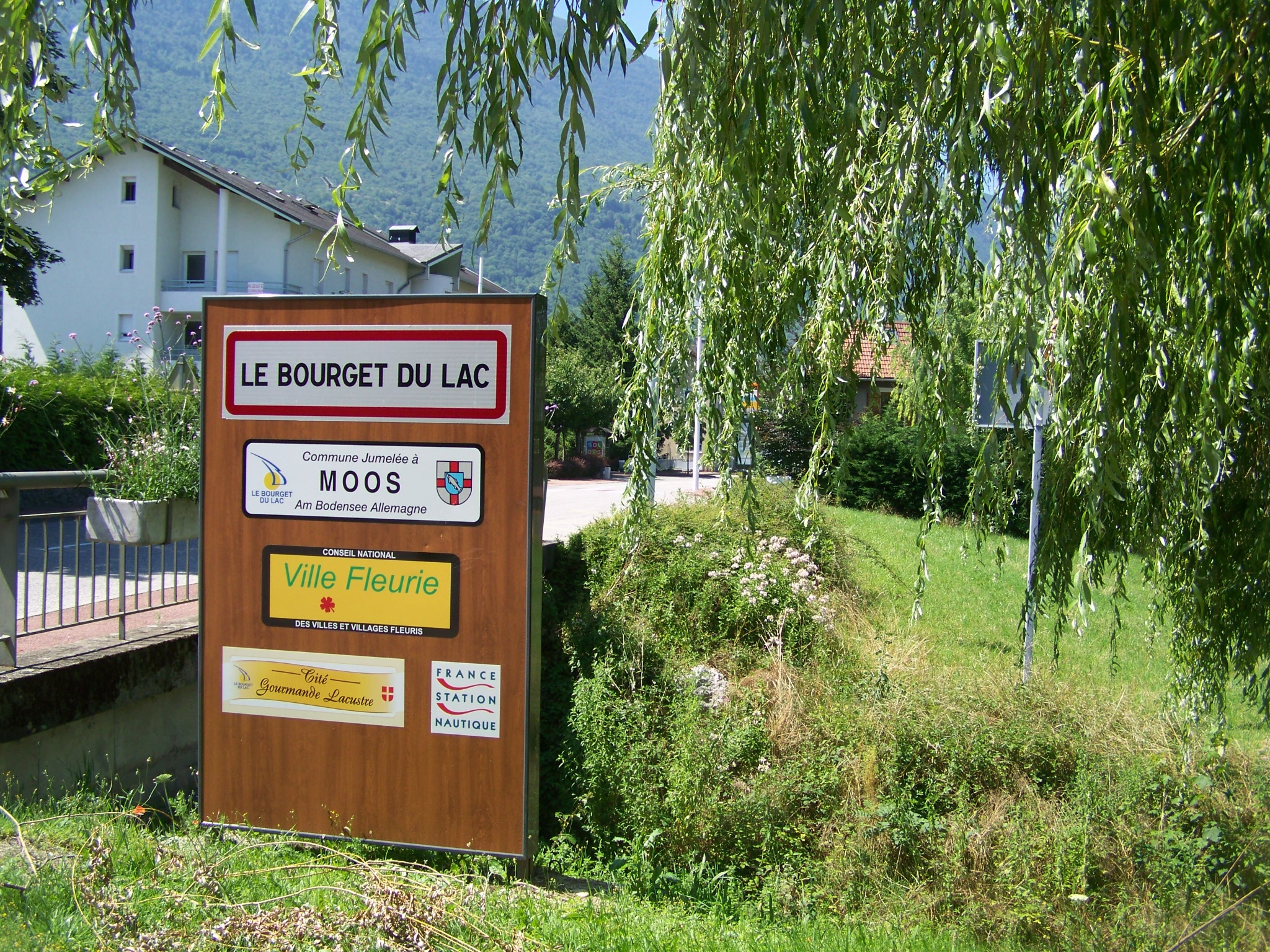
Schild am Eingang zur Gemeinde Bourget-du-Lac bei Chambéry in Savoyen

| Jahr                       | 1962 | 1968 | 1975 | 1982 | 1990 | 1999 | 2006 | 2016 |
| -------------------------- | ---- | ---- | ---- | ---- | ---- | ---- | ---- | ---- |
| Einwohner                  | 1449 | 1849 | 1863 | 2098 | 2886 | 3945 | 4155 | 4866 |
| Quellen: Cassini und INSEE |      |      |      |      |      |      |      |      |

## Wirtschaft und Infrastruktur
Die Gemeinde beheimatet den Hochtechnologie-Industriepark Technolac und Fakultäten der Universität von Savoyen. Hier und in anderen Teilen der Gemeinde sind eine Reihe kleiner und mittelständischer Betriebe aktiv. Durch die Lage am See spielt auch der Tourismus eine gewisse Rolle, so gibt es ein Hotel und einen Campingplatz.
Die ehemals prägende Landwirtschaft spielt in Le Bourget-du-Lac heute nur noch eine untergeordnete Rolle. Zwischen den Weilern und Neubaugebieten gibt es noch einige Obstfelder, darunter auch Weinberge. Der Ort liegt in der Weinbauregion Savoie. Weißweine aus der Rebsorte Altesse (lokal Roussette genannt) dürfen unter der geschützten Herkunftsbezeichnung Roussette de Savoie vermarktet werden. Für Weißweine anderer Rebsorten sowie Rotweine gilt die AOC Vin de Savoie.
Durch die Ortschaft führt die Departementsstraße D 1504 (ehemalige Nationalstraße N 504) zwischen Ambérieu-en-Bugey und Chambéry, die den Mont du Chat in einem 1932 eröffneten Tunnel unterquert. Zusätzlich führt die nicht ganzjährig befahrbare Serpentinenstraße D 42 direkt von Le Bourget über den Mont du Chat in das benachbarte Saint-Paul. Der nächste Anschluss an das regionale Autobahnnetz, also an die Autobahnen A 41 und A 43, befindet sich in wenigen Kilometern Entfernung am Nordrand von Chambéry.

## Gemeindepartnerschaft

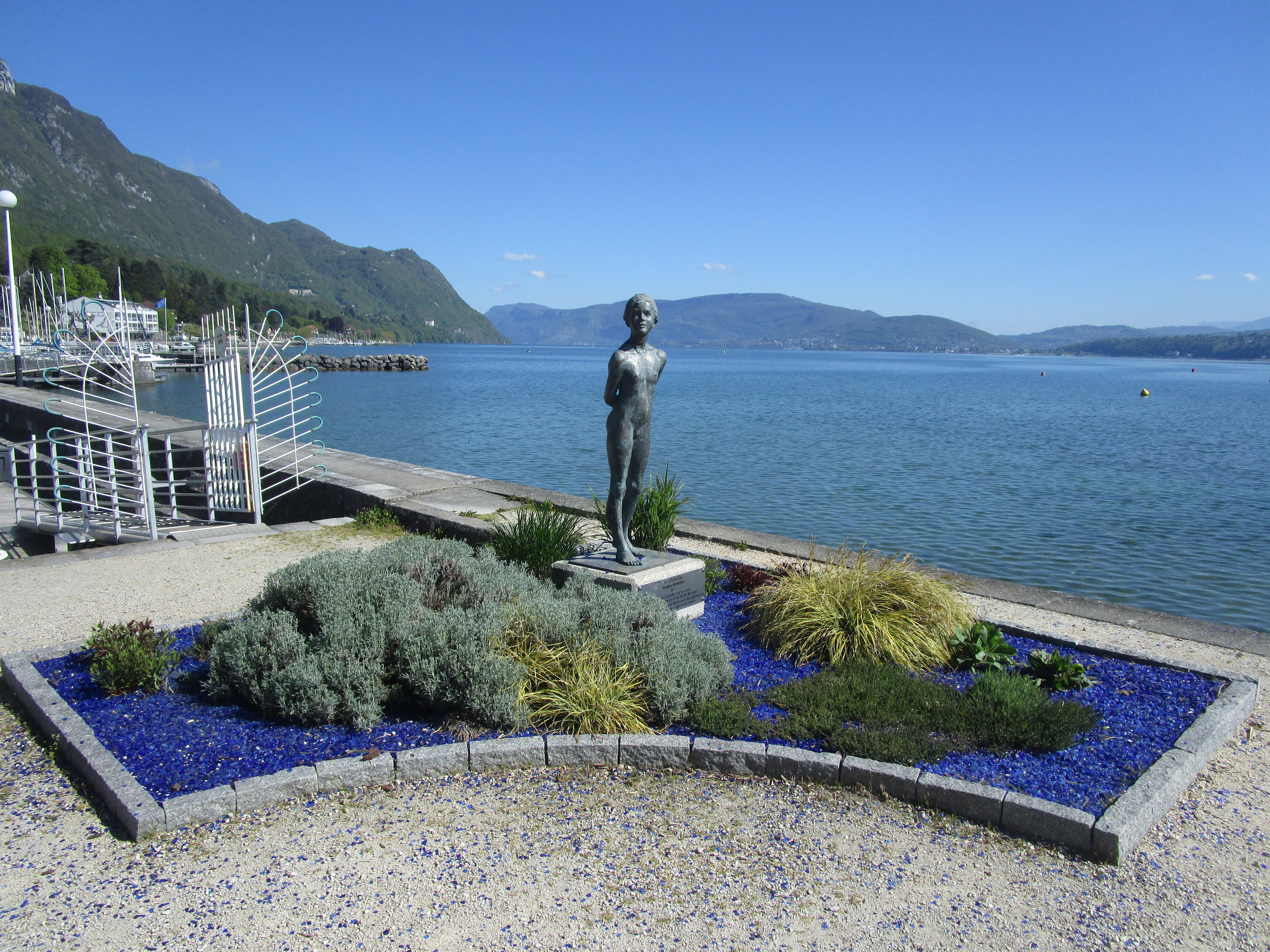
Skulptur Junges Mädchen von Friedhelm Zilly zur Erinnerung an die Städtepartnerschaft zwischen Le Bourget-du-Lac und Moos (am Bodensee)

Le Bourget ist partnerschaftlich mit der Gemeinde Moos (am Bodensee) in Baden-Württemberg verbunden.